# Saison 8 de Modern Family
Chronologie
Saison 7 Saison 9
Cet article présente la liste des épisodes de la huitième saison de la série télévisée américaine Modern Family.

## Généralités
- Aux États-Unis, cette huitième saison est diffusée depuis le 21 septembre 2016 sur le réseau ABC.
- Au Canada, elle est diffusée en simultanée sur Citytv.

## Synopsis de la saison
Cette saison se concentre sur la relation qu'Haley entretient avec Rainer Shine et qu'Alex a avec Ben, tous deux beaucoup plus vieux qu'elles. On a également un aperçu de la vie de Manny et de Luke alors qu'ils reçoivent leurs diplômes.

## Distribution

### Acteurs principaux
- Ed O'Neill (VF : Michel Dodane) : Jay Pritchett
- Julie Bowen (VF : Gaëlle Savary) : Claire Dunphy
- Ty Burrell (VF : Loïc Houdré) : Phil Dunphy
- Sofía Vergara (VF : Sophie Riffont) : Gloria Delgado-Pritchett
- Jesse Tyler Ferguson (VF : Jérôme Berthoud) : Mitchell Pritchett
- Eric Stonestreet (VF : Daniel-Jean Colloredo) : Cameron Tucker
- Sarah Hyland (VF : Alexia Papineschi) : Haley Dunphy (sauf épisode 9)
- Nolan Gould (VF : Henri Bungert) : Luke Dunphy (sauf épisodes 10,12,14,15 et 18)
- Ariel Winter (VF : Léopoldine Serre) : Alex Dunphy (sauf épisodes 9,13,17)
- Rico Rodriguez (VF : Antoine Fonck) : Manny Delgado
- Aubrey Anderson-Emmons (en) (VF : Lana Ropion) : Lily Pritchett-Tucker (sauf épisodes 6,8,9,16,18)
- Jeremy Maguire (VF : Fanny Bloc) : Joe Pritchett (sauf épisodes 3,9,11,14,15,18,20)

### Acteurs récurrents
- Nathan Fillion (VF : Guillaume Orsat) : Rainer Shine[1] (épisodes 4, 7, 8, 12, 16 et 18)

### Invités
- Martin Short : Merv Schechter[2] (épisode 3)
- Kelsey Grammer : Keifth[3] (épisode 10)
- Peyton Manning : Coach Gary[4] (épisode 13)
- Vanessa Bayer : Marjorie[5] (épisode 9)
- Charles Barkley : lui-même[6] (épisode 16)
- DeAndre Jordan : lui-même[6] (épisode 16)
- Victor Garber : Chef Dumont[7] (épisode 13)

## Épisodes

### Épisode 1:Un jour j'irai àNewYork sans toi
- États-Unis /  Canada : 21 septembre 2016 sur ABC[8] / Citytv
- Suisse : 20 août 2017 sur RTS Un
- Belgique : 7 novembre 2017 sur Be Séries
- France : 
  - 1er septembre 2018 sur Netflix[9]
  - 9 mars 2019 sur M6

- États-Unis : 8,24 millions de téléspectateurs[10] (première diffusion)
- Canada : 1,045 million de téléspectateurs[11] (première diffusion + différé 7 jours)

- Celia Weston (Barb Tucker)
- Dana Powell (Pam Tucker)
- Stephanie Beatriz (Sonia Delgado)

### Épisode 2:Rabat-joie de mère en fille
- États-Unis /  Canada : 28 septembre 2016 sur ABC / Citytv
- Suisse : 3 septembre 2017 sur RTS Un
- Belgique : 7 novembre 2017 sur Be Séries
- France : 
  - 1er septembre 2018 sur Netflix
  - 16 mars 2019 sur M6

- États-Unis : 7,41 millions de téléspectateurs[12] (première diffusion)

- Ernie Hudson (Miles)
- Jackson Millarker (Tom)
- Marsha Kramer (Margaret)
- Kasey Mahaffy (Dom)
- Brent Jennings (Shawn)
- Lateefah Holder (Nicole)
- Danube Hermosillo (Frida)
- Ian Bratschie (Un garde de sécurité)
- Travis Guba (Un garde de sécurité)

### Épisode 3:DowntownMacchabée
- États-Unis /  Canada : 5 octobre 2016 sur ABC / Citytv
- Suisse : 10 septembre 2017 sur RTS Un
- Belgique : 14 novembre 2017 sur Be Séries
- France : 
  - 1er septembre 2018 sur Netflix
  - 16 mars 2019 sur M6

- États-Unis : 6,97 millions de téléspectateurs[13] (première diffusion)

- Martin Short (Merv Schechter)
- Andrew Daly (Le principal Brown)
- Christian Barillas (Ronaldo)
- Tyler Clark (Katen)
- Allegra Edwards (Arizona)
- Sophie Hart (Becky)
- Liv Mai (Leslie Kwan Collins)
- Michael Cotter (Le père)
- Rebecca Avery (La mère)
- Winston Duke (Dwight)
- Victoria Konefal (Rivka)

### Épisode 4:Coup de foudre
- États-Unis /  Canada : 12 octobre 2016 sur ABC / Citytv
- Suisse : 17 septembre 2017 sur RTS Un
- Belgique : 14 novembre 2017 sur Be Séries
- France : 
  - 1er septembre 2018 sur Netflix
  - 16 mars 2019 sur M6

- États-Unis : 7,50 millions de téléspectateurs[14] (première diffusion)

- Nathan Fillion (Rainer Shine)
- Winston Duke (Dwight)
- Jamie Moyer (Mrs. Pasternack)
- Caleb Smith (Le policier)
- Alanna Thompson (l'orthophoniste)

### Épisode 5:Le Déguisement idéal
- États-Unis /  Canada : 26 octobre 2016 sur ABC / Citytv
- Suisse : 8 octobre 2017 sur RTS Un
- Belgique : 21 novembre 2017 sur Be Séries
- France : 
  - 1er septembre 2018 sur Netflix
  - 16 mars 2019 sur M6

- États-Unis : 7,38 millions de téléspectateurs[15] (première diffusion)
- Canada : 1,14 million de téléspectateurs[16] (première diffusion + différé 7 jours)

- Robert Costanzo (Earl Chambers)
- Cheyn Cole (Sophie)
- Spenser McNeil (Ruben)
- Sam Valy (Le père)
- Chase Bromsale (Le fils)
- Sam Horrigan (Nick)
- Victoria Scott (Dorothée Parker)
- Liv Mai (Leslie Kwan)
- Christina Burdett (une invitée)
- Caisha Williams (la mère)
- Alexis G. Zall (une invitée)
- Kylee Russell (une invitée)
- Biff Miller (un invité)

### Épisode 6:Bienvenue au club!
- États-Unis /  Canada : 9 novembre 2016 sur ABC / Citytv
- Suisse : 22 octobre 2017 sur RTS Un
- Belgique : 21 novembre 2017 sur Be Séries
- France : 
  - 1er septembre 2018 sur Netflix
  - 23 mars 2019 sur M6

- États-Unis : 7,23 millions de téléspectateurs[17] (première diffusion)
- Canada : 1,187 million de téléspectateurs[18] (première diffusion + différé 7 jours)

- Paula Christensen (Tammy)
- Cheyn Cole (Sophie)
- Shannon Cochran (Nancy Decker)
- Joseph Callari (L'homme du club)
- Bjorn Johnson (Andres)
- Sam Horrigan (Nick)
- Rob Brownstein (Le juge Lewis)
- Angela Malotra (Betsy)
- Becky Thire (une actrice)
- Bernard K Addison (un invité)

### Épisode 7:Thanksgiving, mensonges et trahison
- États-Unis /  Canada : 16 novembre 2016 sur ABC / Citytv
- Suisse : 12 novembre 2017 sur RTS Un
- Belgique : 28 novembre 2017 sur Be Séries
- France : 
  - 1er septembre 2018 sur Netflix
  - 23 mars 2019 sur M6

- États-Unis : 7,33 millions de téléspectateurs[19] (première diffusion)

- Nathan Fillion (Rainer Shine)
- Winston Duke (Dwight)
- Matt Besser (Jerry)
- Jerry Lambert (l'avocat)
- Ashwin Gore (Le pharmacien)

### Épisode 8:L'alliance secrète
- États-Unis /  Canada : 30 novembre 2016 sur ABC / Citytv
- Suisse : 19 novembre 2017 sur RTS Un
- Belgique : 28 novembre 2017 sur Be Séries
- France : 
  - 1er septembre 2018 sur Netflix
  - 23 mars 2019 sur M6

- États-Unis : 6,81 millions de téléspectateurs[20] (première diffusion)
- Canada : 963 000 téléspectateurs[21] (première diffusion + différé 7 jours)

- Joely Fisher (Maggie Braithwaite)
- Kasey Mahaffy (Dom)
- Nathan Fillion (Rainer Shine)
- Brianna Askins (April Shine)
- Leonid A Mandel(Le Russe)
- David Piggott (Serge)
- Alex Weber (Kevin)
- Rahnuma Panthaky (Josie)

### Épisode 9:L'effet bal de neige
- États-Unis /  Canada : 14 décembre 2016 sur ABC / Citytv
- Suisse : 3 décembre 2017 sur RTS Un
- Belgique : 5 décembre 2017 sur Be Séries
- France : 
  - 1er septembre 2018 sur Netflix
  - 23 mars 2019 sur M6

- États-Unis : 6,81 millions de téléspectateurs[22] (première diffusion)
- Canada : 1,069 million de téléspectateurs[23] (première diffusion + différé 7 jours)

- Andrew Daly (Principal Brown)
- Vanessa Bayer (Marjorie)
- Chad Roberts (Grayson)
- Liv Mai (Leslie Kwan)
- Zachary Coneen (Miller)
- Connor Gibbs (un élève)
- Xavier Shelton (un élève)
- Ryan McKenzie (un serveur)
- Dylan Rourke (un élève)
- Sari Arambulo (la fille au punch)
- Cole Doman (Damian)

Haley, Alex, Lily et Joe n'apparaissent pas dans cet épisode.

### Épisode 10:Pour vivre heureux, vivons dangereusement
- États-Unis /  Canada : 4 janvier 2017 sur ABC / Citytv
- Suisse : 17 décembre 2017 sur RTS Un
- Belgique : 5 décembre 2017 sur Be Séries
- France : 
  - 1er septembre 2018 sur Netflix
  - 30 mars 2019 sur M6

- États-Unis : 7,57 millions de téléspectateurs[24] (première diffusion)

- Kelsey Grammer (Keifth)
- Fred Willard (Frank)
- Todd Sandler (l'homme qui pleure)
- Faith Prince (Lauren)

### Épisode 11:Nos parents chéris
- États-Unis /  Canada : 11 janvier 2017 sur ABC / Citytv
- Suisse : 7 janvier 2018 sur RTS Un
- Belgique : 12 décembre 2017 sur Be Séries
- France : 
  - 1er septembre 2018 sur Netflix
  - 30 mars 2019 sur M6

- États-Unis : 7,59 millions de téléspectateurs[25] (première diffusion)
- Canada : 1,183 million de téléspectateurs[26] (première diffusion + différé 7 jours)

- Shelley Long (Dede Pritchett)
- Dave Hill (Gary)
- Lauren Bowles (Ana)
- Gino Marconi (le serveur)
- Marissa Cuevas (Steffi)
- David Hoffmann (Richard)
- Alex Marshall-Brown (Kayla)
- Aaron Laplante (Le père)

### Épisode 12:La Magie de la Saint-Valentin
- États-Unis /  Canada : 8 février 2017 sur ABC / Citytv
- Suisse : 1er avril 2018 sur RTS Un
- Belgique : 12 décembre 2017 sur Be Séries
- France : 
  - 1er septembre 2018 sur Netflix
  - 30 mars 2019 sur M6

- États-Unis : 7,34 millions de téléspectateurs[27] (première diffusion)
- Canada : 1,008 million de téléspectateurs[28] (première diffusion + différé 7 jours)

- Nathan Fillion (Rainer Shine)
- Elizabeth Banks (Sal)
- Joe Mande (Ben)
- Marsha Kramer (Margaret)
- Jade Catta Pretta (Madame Clark)
- Julia Meltzer (Madame Kewley)
- William Utay (Le grand majesto)
- Darcy Donovan (la fiancée de Rainer)
- Rickey Wilson (le valet)
- Susan Beaubian (la serveuse)
- Elliott Potts (Sammy)

### Épisode 13:Un mari bricoleur
- États-Unis /  Canada : 15 février 2017 sur ABC / Citytv
- Belgique : 19 décembre 2017 sur Be Séries
- Suisse : 1er avril 2018 sur RTS Un
- France : 
  - 1er septembre 2018 sur Netflix
  - 30 mars 2019 sur M6

- États-Unis : 6,92 millions de téléspectateurs[29] (première diffusion)
- Canada : 1,079 million de téléspectateurs[30] (première diffusion + différé 7 jours)

- Rob Riggle (Gil Thorpe)
- Victor Garber (Le chef Dumont)
- Peyton Manning (Le coach Gary)
- Gary Patent (Yuri)
- Eileen Fogarty (Susie)

### Épisode 14:Des idées et des rêves
- États-Unis /  Canada : 22 février 2017 sur ABC / Citytv
- Belgique : 19 décembre 2017 sur Be Séries
- Suisse : 15 avril 2018 sur RTS Un
- France : 
  - 1er septembre 2018 sur Netflix
  - 6 avril 2019 sur M6

- États-Unis : 6,65 millions de téléspectateurs[31] (première diffusion)

- Joe Mande (Ben)
- Kasey Mahaffy (Dom)
- Rahnuma Panthaky (Josie)
- Timothy Horner (Scott)
- Cat Alter (Gillian)
- Tory Devon Smith (Mason)
- Roy Jenkins (Kenny)
- Robert Baker (Pete Builder)
- Jonathan Chase (Jared Cook)
- Jared Gerner (Bobby)
- Artie O Daly (Joshua)

### Épisode 15:Un frère pour Phil
- États-Unis /  Canada : 1er mars 2017 sur ABC / Citytv
- Belgique : 26 décembre 2017 sur Be Séries
- Suisse : 13 mai 2018 sur RTS Un
- France : 
  - 1er septembre 2018 sur Netflix
  - 6 avril 2019 sur M6

- États-Unis : 6,41 millions de téléspectateurs[32] (première diffusion)

- Fred Willard (Frank Dunphy)
- Will Sasso (Señor Kaplan)
- Oliver Platt (Martin)
- Joe Mande (Ben)
- Dot-Marie Jones (Louise)
- Chris Prinzo (Sam)
- John Gemberling (Ray)
- Harrison White (Le postier)

### Épisode 16:Le Moment de vérité
- États-Unis /  Canada : 8 mars 2017 sur ABC / Citytv
- Suisse : 27 mai 2018 sur RTS Un
- Belgique : 26 décembre 2017 sur Be Séries
- France : 
  - 1er septembre 2018 sur Netflix
  - 6 avril 2019 sur M6

- États-Unis : 6,49 millions de téléspectateurs[33] (première diffusion)
- Canada : 888 000 téléspectateurs[34] (première diffusion + différé 7 jours)

- Charles Barkley (lui-même)
- DeAndre Jordan (lui-même)
- Jane Krakowski (Donna Duncan)
- Nathan Fillion (Rainer Shine)
- Joe Mande (Ben)
- Sarah Baker (Shirl Chambers)
- Lou Saliba (L'arbitre)
- Cyrus Deboo (Un spectateur)
- Jimmy Orville (Un spectateur)
- Sharon Gardner (Une spectatrice)

### Épisode 17:La Nuit des porcs vivants
- États-Unis /  Canada : 15 mars 2017 sur ABC / Citytv
- Suisse : 1er juillet 2018 sur RTS Un
- Belgique : 2 janvier 2018 sur Be Séries
- France : 
  - 1er septembre 2018 sur Netflix
  - 6 avril 2019 sur M6

- États-Unis : 6,12 millions de téléspectateurs[35] (première diffusion)
- Canada : 934 000 téléspectateurs[36] (première diffusion + différé 7 jours)

- Rick Holmes (le doyen)
- Elka Rodriguez (la mère)
- Diego Olmedo (Guillermo)
- Jamie Moyer (Madame Pasternak)
- Stéphanie Yang (La réceptionniste)
- Kyle Ehrby (Le père)
- Danielle Stewart (La petite fille)

### Épisode 18:Décollage immédiat
- États-Unis /  Canada : 29 mars 2017 sur ABC / Citytv
- Suisse : 8 juillet 2018 sur RTS Un
- Belgique : 2 janvier 2018 sur Be Séries
- France : 
  - 1er septembre 2018 sur Netflix
  - 13 avril 2019 sur M6

- États-Unis : 6,79 millions de téléspectateurs[37] (première diffusion)
- Canada : 996 000 téléspectateurs[38] (première diffusion + différé 7 jours)

- Nathan Fillion (Rainer Shine)
- Joe Mande (Ben)
- Carmella Riley (préposée 1)
- Krista Allen (hôtesse)
- Spencer Ward (étudiant)
- Sofia Gonzalez (serveuse)
- Shannon Joy Rodgers (préposée 2)
- Julius Thomas III (Conducteur de la navette)
- Daniel Acker (Vendeur de chapeaux)

- Le format de cet épisode change puisque chaque histoire dure cinq minutes approximativement et ne laisse pas de place aux commentaires interview.
- Luke, Lily et Joe n'apparaissent pas dans cet épisode, bien que Lily soit évoquée.

### Épisode 19:Mariage en grande pompe
- États-Unis /  Canada : 5 avril 2017 sur ABC / Citytv
- Suisse : 15 juillet 2018 sur RTS Un
- Belgique : 9 janvier 2018 sur Be Séries
- France : 
  - 1er septembre 2018 sur Netflix
  - 13 avril 2019 sur M6

- États-Unis : 6,25 millions de téléspectateurs[39] (première diffusion)

- Fred Willard (Frank Dunphy)
- Faith Prince (Lorraine)
- Dana Powell (Pam Tucker)
- John Gemberling (Ray)
- Shakira Janai Paye (Kimmy)
- Christy Stratton (Glenda)
- Stephen Lloyd (Terry)

### Épisode 20:Girl Power
- États-Unis /  Canada : 3 mai 2017 sur ABC / Citytv
- Suisse : 22 juillet 2018 sur RTS Un
- Belgique : 9 janvier 2018 sur Be Séries
- France : 
  - 1er septembre 2018 sur Netflix
  - 13 avril 2019 sur M6

- États-Unis : 5,65 millions de téléspectateurs[40] (première diffusion)

- Dana Powell (Pam)
- Niecy Nash (Joan)
- Gabrielle Elyse (Danielle)
- Natasha Goss (La cliente du yoga)
- Paul Culos (Rick)
- Raymond Morris (Tibor)
- Suzanne Mayes (Linda)
- Ben Zevelansky (Conducteur)

### Épisode 21:Besoin d'air
- États-Unis /  Canada : 10 mai 2017 sur ABC / Citytv
- Suisse : 29 juillet 2018 sur RTS Un
- Belgique : 16 janvier 2018 sur Be Séries
- France : 
  - 1er septembre 2018 sur Netflix
  - 13 avril 2019 sur M6

- États-Unis : 5,71 millions de téléspectateurs[41] (première diffusion)

- Reid Ewing (Dylan
- Cece Paige (Serra)
- Josh Duvendek (Dustin)
- Sedona Fuller (London)
- Betty Fuller (Janice)
- Dylan Mooney (Bellman)
- Jackie Seiden (Elaine)
- Kenzo Lee (Le livreur)

### Épisode 22:Les Lauréats
- États-Unis /  Canada : 17 mai 2017 sur ABC / Citytv
- Suisse : 5 août 2018 sur RTS Un
- Belgique : 16 janvier 2018 sur Be Séries
- France : 
  - 1er septembre 2018 sur Netflix
  - 20 avril 2019 sur M6

- États-Unis : 6,2 millions de téléspectateurs[42] (première diffusion)
- Canada : 1,016 million de téléspectateurs[43] (première diffusion + différé 7 jours)

- Benjamin Bratt (Javier)
- Doug Budin (M Peterson)
- Nakia Secrest (La vice principale)
- Selah Victor (Val)
- Joshua McLenney (Le barman)
- Sebastian Karantonis (Le hipster)
- Landon Reese Goldberg (Charlie)